# Зиттард, Альфред
Альфред Зиттард (нем. Alfred Sittard; 4 ноября 1878, Штутгарт — 31 марта 1942, Берлин) — немецкий органист и композитор. Сын музыковеда Йозефа Зиттарда.
Учился у своего отца, а также у органиста гамбургской Церкви Святого Петра Карла Армбруста и кантора той же церкви Вильгельма Кёлер-Вюмбаха; затем окончил Кёльнскую консерваторию у Фридриха Вильгельма Франке. С 1903 года органист дрезденской Церкви Креста, с 1912 года — гамбургского Собора Святого Михаила. В период работы Зиттарда в соборе был установлен новый орган; устройство органа и организацию звука в соборе Зиттард описал в книге «Главный и вспомогательный органы Санкт-Михаэлискирхе в Гамбурге» (нем. Das Hauptorgelwerk und die Hilfsorgel der St.-Michaelis-Kirche in Hamburg; 1912) С 1925 года профессор Берлинской Высшей школы музыки, с 1933 года также руководитель Государственного хора мальчиков. Автор органных и хоровых сочинений.
С 1974 года в Берлинской Высшей школе музыки присуждается стипендия имени Зиттарда.